# بحران اکتبر کانادا
بحران اکتبر به زنجیره‌ای از رویدادهایی اشاره دارد که در اکتبر ۱۹۷۰ آغاز شدند؛ زمانی که اعضای «جبههٔ آزادی کبک»، وزیر کار استانی «پیر لاپورت» و دیپلمات بریتانیایی «جیمز کراس» را از اقامتگاهشان در مونترال ربودند. این رویدادها باعث شدند که نخست‌وزیر پیر ترودو برای نخستین بار در تاریخ کانادا در زمان صلح به «قانون اقدامات جنگی» استناد کند.
نخست‌وزیر کبک، روبرت بوراسا، و شهردار مونترال، ژان دراپو، از استناد ترودو به قانون اقدامات جنگی حمایت کردند که آزادی‌های مدنی را محدود می‌کرد و به پلیس اختیارات گسترده‌ای می‌بخشید و به آنان اجازه می‌داد ۴۹۷ نفر را دستگیر و بازداشت کنند. دولت کبک برای حمایت از مقامات مدنی درخواست کمک نظامی کرد و نیروهای کانادایی در سراسر کبک مستقر شدند.
اگرچه مذاکرات منجر به آزادی کراس شدند ولی لاپورت توسط آدم‌ربایان کشته شد. این بحران در ۲۸ دسامبر پایان یافت. نظرسنجی‌های وقت در کبک و سراسر کانادا، پشتیبانی گسترده‌ای از به کار گرفتنِ قانون اقدامات جنگی را نشان دادند. نتایج نظرسنجی‌ها توسط سیاستمداران برجسته‌ای مانند رنه لوسک و تامی داگلاس مورد انتقاد قرار گرفتند.
پس از بحران، جنبش‌هایی که برای آرای انتخاباتی به عنوان ابزاری برای دستیابی به خودمختاری و استقلال فشار می‌آوردند، قوی‌تر شدند. در آن زمان، حمایت از حزب سیاسیِ حاکمیتیِ معروف به حزب کبکوآ که در سال ۱۹۷۶ دولت استانی را تشکیل داده‌بود نیز افزایش یافت.

## پیش‌زمینه
از سال ۱۹۶۳ تا ۱۹۷۰، گروه حزب جدایی‌خواه کبک، بیش از ۲۰۰ بمب را در جاهای گوناگون منفجر کرده‌بود. در حالی که صندوق‌های پستی، به‌ویژه در شهر ثروتمند و عمدتاً انگلیسی‌زبانِ وست‌مونت، اهداف معمولیِ بمب‌گذاری بودند، بزرگ‌ترین بمب‌گذاری در بورس اوراق بهادار مونترال در ۱۳ فوریه ۱۹۶۹ رخ داد که باعث خسارات گسترده و مجروح شدن ۲۷ نفر شد. سایر اهداف شامل تالار شهر مونترال، پلیس سواره سلطنتی کانادا، فروشگاه بزرگ شرکت تی‌ایتون، دفاتر استخدام نیروهای مسلح، خطوط راه‌آهن، مجسمگان، و تأسیسات ارتش بودند. اعضای حزب جدایی‌خواه، در اقدامی راهبردی، چندین تُن دینامیت را از سایت‌های نظامی و صنعتی به سرقت بردند. آنها همچنین تهدید به حملات بیشتر می‌کردند.
در ۲۴ ژوئیه ۱۹۶۷، آرمان جدایی‌خواهانه از حمایت دوگل، رئیس‌جمهور فرانسه برخوردار شد. لستر پیرسون، نخست‌وزیر وقت کانادا، دوگل را سرزنش کرد. پیرسون در بیانیه‌ای که به سفارت فرانسه تحویل داده شد، اعلام کرد: «مردم کانادا آزاد هستند. هر استان در کانادا آزاد است. کانادایی‌ها نیازی به آزادشدن ندارند. در واقع هزاران کانادایی در دو جنگ جهانی در آزادی فرانسه و دیگر کشورهای اروپایی جان خود را از دست دادند.»
تا سال ۱۹۷۰، ۲۳ عضو حزب جدایی‌خواه در زندان بودند. چهار نفر از ایشان به قتل متهم شده بودند. در ۲۶ فوریه ۱۹۷۰، دو مرد سوار بر یک کامیون که یکیِشان ژاک لانکتوت بود، در مونترال دستگیر شدند که یک تفنگ ساچمه‌ای اره‌شده و بیانیه‌ای مبنی بر ربوده‌شدن سفیر اسرائیل در آنها پیدا شد. در ماه ژوئن پلیس به خانه‌ای در محله کوچک پریوست، واقع در شمال مونترال در کوه‌های لورنتین یورش برد و اسلحه گرم، مهمات، ۱۴۰ کیلوگرم دینامیت یافت.